# David Prowse
David Prowse (Bristol, 1 de juliol de 1935 — 28 de novembre de 2020) fou un culturista, aixecador i actor anglès, conegut per la seva interpretació del paper de Darth Vader a la saga original de Star Wars.

## Darth Vader
Va ser elegit per aquest paper per la seva constitució física (2 metres d'alçada i 118 kg de pes), però George Lucas va decidir prescindir de la seva veu i va gravar la de l'actor James Earl Jones per sobre de la de Prowse. Segons va dir més tard el mateix Prowse, no en va saber res d'aquesta substitució fins a la mateixa sessió d'estrena de la pel·lícula.
Lucas va declarar que volia per al personatge de Vader una veu «més fosca» que Prowse no era capaç de donar i que mai va tenir intenció de fer servir la veu original de Prowse. En una entrevista filmada el 2004, Carrie Fisher, l'actriu que va interpretar la Princesa Leia en la mateixa saga, va dir que en el rodatge deien Prowse «Darth Farmer» (un joc de paraules sobre farmer, ‘granger’ i vader) per mor del seu accent de l'oest d'Anglaterra que no era gaire intimidatori.
Al final d'El retorn del jedi, el que apareix en el paper d'Anakin Skywalker com un Esperit de la Força sense el vestit negre habitual de la primera trilogia, no és Prowse, sinó l'actor Sebastian Shaw. No obstant això, en l'edició en DVD d'aquest film, va ser reemplaçat en la seqüència final per l'actor Hayden Christensen, amb qui al final ni el seu rostre ni la seva veu apareixen en cap pel·lícula de la sèrie.

## Problemes de salut
Prowse va patir d'artritis la major part de la seva vida. Els primers símptomes es van manifestar quan tenia tretze anys, encara que van semblar desaparèixer mentre es va dedicar a l'halterofília professional. No obstant això, el 1990 van tornar a aparèixer i va subir diverses intervencions quirúrgiques.
El 2001, el seu braç esquerre va quedar paralitzat i poc després també el dret. D'aleshores ençà, va col·laborar amb diferents organitzacions de malalts d'artritis al Regne Unit. El març de 2009 va revelar als mitjans londinencs que tenia càncer de pròstata pel qual finalment va morir.